# Ferula lapidosa
Ferula lapidosa är en flockblommig växtart som beskrevs av Jevgenij Korovin. Ferula lapidosa ingår i släktet stinkflokesläktet, och familjen flockblommiga växter. Inga underarter finns listade i Catalogue of Life.